# 孟琇
孟琇（？—？），霸州人，是一名清朝政治人物。
孟琇曾于乾隆二十三年接替徐景熹任兴化府知府一职，乾隆二十七年由伊兰泰接任。